# Mullawirraburka
Mullawirraburka, auch Kertamero, King John und Onkaparinga Jack genannt (* vermutlich 1811 bei Willunga; † 2. Januar 1845 in Adelaide, South Australia), war ein Führer vom Stamm der Aborigines der Kaurna.

## Name und Traumzeitgeschichte
Sein Name wird mit Dry Forest Old Man (deutsch: Alter Mann des trockenen Waldes) übersetzt. Er setzt sich in der Sprache der Aborigines zusammen aus Mullawirra, ein Wald im Osten des Aldinga Plain, und aus Burka, ein alter Mann. Sein Name deutet darauf hin, dass er als ritueller Führer von Bedeutung war.
Das Port Noarlunga Reef entstand in den Vorstellungen der Aborigines als Traumzeitgeschichte. Mullawirraburka soll von einer Felsenklippe zwischen Christies Beach und Port Noarlunga einen Speer ins Wasser geworfen haben, damit die Fische näher ans Ufer kommen. Die Speerspitze sei abgebrochen und aus dieser soll ein Habitat für Fische entstanden sein, das in diesem Sommer für ausreichend Fische sorgte.

## Leben
Der 1,73 m große Mullawirraburka hatte vier Frauen. Er war bei den europäischen Siedlern wegen seiner Intelligenz und Artikulationsfähigkeit als Sprecher der einheimischen Aborigines anerkannt.
Die koloniale Verwaltung richtete 1838 an den Ufern des River Torrens ein Aborigines-Reservat ein, in dem Mullawirraburka dauerhaft lebte. Dort entwickelte er freundschaftliche Beziehungen zu den lutherischen Missionaren Christian Gottlieb Teichelmann und Clamor Wilhelm Schürmann aus Sachsen. Mullawirraburka lernte Englisch und unterrichtete die Missionare in seiner Sprache.
Gegen andere Stämme der Aborigines verteidigte er sein traditionelles Land, beispielsweise gegen die Moorundie vom Murray River. 1839 wurde er vom Gouverneur ehrenhalber zum Polizei-Konstabler ernannt und vermittelte bei Konflikten zwischen den Kaurna und den Siedlern.
Mullawirraburka starb vermutlich an Tuberkulose und wurde in Noarlunga beigesetzt.

## Nachleben
Von ihm gibt es ein Wachs-Porträt, das sich in der Art Gallery of South Australia befindet.
Ein Park in Adelaide trägt seinen Namen.